# Ettore Campogalliani
Ettore Campogalliani, född 30 september 1903, död 3 juni 1992, var en italiensk tonsättare, pianist och sångpedagog.
Campogalliani studerade piano och examinerades från konservatoriet i Bologna 1921. Han studerade därefter komposition vid  konservatoriet i Parma 1933 och senare sång vid konservatoriet i Piacenza 1940. Han var lärare i sång och interpretation vid La Scalas operaskola i Milano. Bland hans elever fanns Renata Tebaldi, Mirella Freni, Luciano Pavarotti och Björn Haugan.